# ゴールデン洋画劇場
『ゴールデン洋画劇場』（ゴールデンようがげきじょう）は、1971年4月2日から2003年9月27日まで、フジテレビ系列で放映されていた映画の単発特別番組枠。
本項では、2001年10月6日放送分からの『ゴールデンシアター』についても記述する。

## 概要
民放の映画番組枠の一つで、そのタイトルから放送される映画は原則として洋画というスタンスだった。そのため、邦画を放送するときには「特別企画」という言葉が付け加えられていた。2000年11月25日に放送された「中国からの贈りもの 若者たち 私たちの留学生活 - 日本での日々〜」など、不定期にドキュメンタリー番組が放送されたこともあった。
映画が超大作やノーカット作品の場合は20:00に放送を開始し、終了時間を延長する場合もあった。但しクロスネットの放送局の一部では完全放送が出来ず後日放送となり、穴埋め放送を行うこともあった。
開始から1981年3月27日までは金曜日21:00から放送されており、1981年4月4日からは放送曜日が土曜日に移動した。ただし、1981年4月 - 1995年9月の間は21:00 - 21:02に予告番組「映画情報」を放送し、本編は21:02開始となった。映画情報は1995年10月 - 1996年9月の間、20:59から開始となり事実上のフライングスタートとなった。
タイトルロゴは「ベン・ハー」「エル・シド」「聖衣」など当初ローマ史劇映画が多く放送されていたことに合わせ、古代ギリシャ・ローマのデザイン様式を彷彿とさせる格調高いイメージでデザインされた。
当番組は、1979年8月10日放送の「キタキツネ物語」から、2か国語放送を始めている。
後述する高島の降板後、2001年10月からはタイトルを『ゴールデンシアター』に変更し、スペシャルドラマも放送するようになった。2003年10月からはバラエティ番組も放送する総合単発枠の『プレミアムステージ → 土曜プレミアム』へと転換した。

### 出演者
当初は、前田武彦が映画解説者として起用されたが、1973年6月に同じく前田が司会を務めていた『夜のヒットスタジオ』放送内でいわゆる「共産党バンザイ」事件を起こした責任を取り、止むなく同月22日放送分をもって降板、その後暫くは毎回ゲストが交替で解説を担当。同年10月5日放送分より高島忠夫が2代目の解説者として起用され、約25年間にわたり同番組の顔として登場していた。
高島は1998年夏に重度のうつ病を冒し、療養に専念するため同年7月25日放送分をもって番組を一時降板、この間は解説不在で放送を進めていた。その後、ホンジャマカのメンバーである恵俊彰を起用し、高島の復帰まで担当。高島は1999年7月に解説に復帰したが、2001年9月にうつ病が再発し正式に降板となった。なお、この間もタレントがゲスト解説を担当している（後述）。

### 放送時間の変遷
| 放送期間 | 放送期間 | 放送時間 (JST)       | 放送分数 |
| -------- | -------- | -------------------- | -------- |
| 1971.04  | 1973.09  | 金曜日 21:00 - 22:56 | 116分    |
| 1973.10  | 1975.09  | 金曜日 21:00 - 22:55 | 115分    |
| 1975.10  | 1981.03  | 金曜日 21:00 - 22:54 | 114分    |
| 1981.04  | 1995.09  | 土曜日 21:02 - 22:54 | 112分    |
| 1995.10  | 1996.09  | 土曜日 20:59 - 22:54 | 115分    |
| 1996.10  | 2003.09  | 土曜日 21:00 - 22:54 | 114分    |

## タレント吹き替え
本番組はプロデューサーの山形淳二による「ベテラン声優や固定した配役は安心して観られるが、それでは進歩がない」「新しい刺激がほしかった」との理由でタレント（芸能人）による吹き替えを名物としていた。一定数以上の好評を博し、成功した例としてはブルース・ウィリスの出演作の吹き替えを担当した村野武範や、『トップガン』のトム・クルーズの吹き替えを担当した渡辺裕之などがある。一方で極端な賛否両論を呼んだとされる『バック・トゥ・ザ・フューチャー』や、物議を醸し、「評判は決して良くなかった」とされる『タイタニック』のような例もあった。

### タレント吹替の主な作品
- 高島忠夫 - 「ベン・ハー」[7]吹替の力シリーズでBlu-ray発売
- 安部徹 - 「戦場にかける橋」ジャック・ホーキンス
- 宍戸錠 - 「戦略大作戦」ドナルド・サザーランド - 吹替の力シリーズでBlu-ray発売
- 高倉健 - 「ザ・ヤクザ」高倉健 - 本人吹き替え
- 野際陽子 - 「エイリアン」シガニー・ウィーバー
- 桑田佳祐 - 「アメリカン・グラフィティ」ウルフマン・ジャック
- ツービート - 「Mr.Boo!ミスター・ブー」 同シリーズ日本語版ユニバーサルにてDVD発売
- 太平サブロー・シロー - 「新Mr.Boo!鉄板焼」
- 田原俊彦 - 「グローイング・アップ2/ゴーイング・ステディ」
- 川崎麻世 - 「グローイング・アップ2/ゴーイング・ステディ」
- コント赤信号 - 「グローイング・アップ3/恋のチューインガム」
- 小泉今日子 - 「グローイング・アップ/ラスト・バージン」
- 夏八木勲 - 「ナイトホークス」シルベスター・スタローン
- 江本孟紀 - 「エクスタミネーター」ロバート・ギンティ
- コント・レオナルド(二代目) - 「ドラゴン・カンフー/龍虎八拳」
- 小野ヤスシ・せんだみつお版とバブルガム・ブラザーズ版 - 「ブルース・ブラザース」
- 羽賀研二・久保田篤・野々村真（初代いいとも青年隊） - 「ザ・カンニング IQ=0」同シリーズ日本語版DVD発売
- 中尾彬 - 「郵便配達は二度ベルを鳴らす 」ジャック・ニコルソン
- 大谷直子 - 「郵便配達は二度ベルを鳴らす 」ジェシカ・ラング
- 柏原芳恵 - 「リトル・ダーリング」テータム・オニール
- 坂上二郎 - 「星の国から来た仲間（劇場未公開作）」- エディ・アルバート（キャンピングカーの運転手ジェイソン役）
- 志穂美悦子 - 「キャノンボール」ファラ・フォーセット
- 団しん也 - 「アメリカンブルーパーズ」
- 沖田浩之 - 「処刑教室」ティモシー・ヴァン・パタン
- 柴田恭兵 - 「マッドマックス2」メル・ギブソン
- ジョニー大倉 - 「マッドマックス2」ブルース・スペンス
- 研ナオコ - 「悪漢探偵」「皇帝密使」シルヴィア・チャン
- 岡本健一 - ｢アウトサイダー｣ C・トーマス・ハウエル
- 杉本哲太 - ｢アウトサイダー｣ マット・ディロン
- 倉沢淳美 - 「ドラゴンロード」シドニー
- 石川秀美 - 「スーパーガール」ヘレン・スレイター（過去にジェネオン版DVDにて日本語版DVD発売実績あり。）
- 近藤真彦 - 「フットルース」ケビン・ベーコン
- 小松政夫 - 「トッツィー 」ダスティン・ホフマン
- 美保純 - 「スプラッシュ」ダリル・ハンナ
- 野田秀樹 - 「ゴーストバスターズ」ビル・マーレイ - 『ゴーストバスターズ30周年記念Blu-rayBOX』に特典映像として収録。
- 岡本富士太 - 「刑事ジョン・ブック 目撃者」ハリソン・フォード、「マッドマックス/サンダードーム」メル・ギブソン
- 檀ふみ - 「刑事ジョン・ブック 目撃者」ケリー・マクギリス
- 可愛かずみ - 「女囚物語2〜炎の復讐〜（英語版）」ミシェル・ニューカーク
- 中嶋朋子 - 「エルム街の悪夢 」ヘザー・ランゲンカンプ
- 喜多嶋舞 - 「ラビリンス/魔王の迷宮」ジェニファー・コネリー
- いかりや長介 - 「ポパイ」ロビン・ウィリアムズ
- 渡辺裕之 - 「トップガン」「カクテル」いずれもトム・クルーズ
- 中尾ミエ - 「殺したい女」ベット・ミドラー
- 下條アトム - 本番組におけるエディ・マーフィの吹替を専任担当[注 1]
- 織田裕二 - 「バック・トゥ・ザ・フューチャー」マイケル・J・フォックス
- 三宅裕司 - 「バック・トゥ・ザ・フューチャー」クリストファー・ロイド
- 所ジョージ - 「ハワード・ザ・ダック/暗黒魔王の陰謀 」
- 藤谷美紀 - 「赤毛のアン」「続・赤毛のアン/アンの青春」ミーガン・フォローズ
- 沢田亜矢子 - 「危険な情事」グレン・クローズ
- 根津甚八 - 「アンタッチャブル」ケビン・コスナー
- 高嶋政伸 - 「ヤングガン」「ヤングガン2」エミリオ・エステベス
- 坂上忍 - ｢ブロブ/宇宙からの不明物体｣ ケヴィン・ディロン
- 宮川一朗太 - 本番組におけるマイケル・J・フォックスの吹替を専任担当[注 2]
- 村野武範 - 「ダイ・ハード」シリーズなど本番組製作のブルース・ウィリスの吹替を専任担当
- 鳳蘭 - 「レンタ・コップ」ライザ・ミネリ
- 大竹まこと - 「大災難P.T.A.」スティーヴ・マーティン
- 山本リンダ - 「超能力学園Z PART2 パンチラ・ウォーズ」リンダ・ブレア
- ムッシュかまやつ - 「ベビーシッター・アドベンチャー」アルバート・コリンズ
- 尾藤イサオ - 「ハーレム・ナイト」リチャード・プライヤー
- 軽部真一 - ｢ホーム・アローン」
- 杉本彩 - 「地獄の女スーパーコップ」トレイシー・ローズ
- 神山繁 - 「ブラック・レイン」神山繁 - 本人吹き替え
- 妻夫木聡 - 「タイタニック」レオナルド・ディカプリオ
- 竹内結子 - 「タイタニック」ケイト・ウィンスレット
- 小林幸子 - 「エイセス/大空の誓い」、「タイタニック」キャシー・ベイツ
- 高田延彦 - 「ハムナプトラ2/黄金のピラミッド」ザ・ロック
- 釈由美子 - 「トゥームレイダー」アンジェリーナ・ジョリー
- 谷原章介 - 「私の頭の中の消しゴム」チョン・ウソン
- 小西真奈美 - 「私の頭の中の消しゴム」ソン・イェジン
- 森公美子 - 「TAXI NY」クイーン・ラティファ
- あおい輝彦 - 「プリティ・ウーマン」リチャード・ギア

## タレント解説
高島忠夫が病気療養のため降板していた時期の主な解説者（※ゴールデンシアター期を含む）
- 恵俊彰（ホンジャマカ） - 高島忠夫の代役
- 極楽とんぼ - 「インデペンデンス・デイ」
- 三谷幸喜 - 「ラヂオの時間」
- 竹中直人 - 「猿の惑星」、「続・猿の惑星」
- 内村光良（『笑う犬』シリーズのミル姉さんに扮して解説） - 「スピード」
- 小錦 - 「ライオン・キング」

## 放映ネット局
※系列は現在の系列。
| 放送局                   | 放送対象地域  | 系列                                         | 備考                                                          |
| ------------------------ | ------------- | -------------------------------------------- | ------------------------------------------------------------- |
| フジテレビ (CX)          | 関東広域圏    | フジテレビ系列                               | 制作局                                                        |
| 北海道文化放送 (UHB)     | 北海道        | フジテレビ系列                               | 1972年4月開局から                                             |
| 青森放送 (RAB)           | 青森県        | 日本テレビ系列                               | [ 注 3 ]                                                      |
| 岩手めんこいテレビ (MIT) | 岩手県        | フジテレビ系列                               | 1991年4月開局から                                             |
| 仙台放送 (OX)            | 宮城県        | フジテレビ系列                               |                                                               |
| 秋田テレビ (AKT)         | 秋田県        | フジテレビ系列                               |                                                               |
| 山形テレビ (YTS)         | 山形県        | テレビ朝日系列                               | 1993年3月27日打ち切り 1993年3月まではフジテレビ系列局         |
| さくらんぼテレビ (SAY)   | 山形県        | フジテレビ系列                               | 1997年4月開局から                                             |
| 福島テレビ (FTV)         | 福島県        | フジテレビ系列                               | 1983年4月2日から                                              |
| 新潟総合テレビ (NST)     | 新潟県        | フジテレビ系列                               | 現：NST新潟総合テレビ 1983年10月1日から                       |
| 長野放送 (NBS)           | 長野県        | フジテレビ系列                               |                                                               |
| テレビ静岡 (SUT)         | 静岡県        | フジテレビ系列                               |                                                               |
| 富山テレビ (BBT)         | 富山県        | フジテレビ系列                               |                                                               |
| 石川テレビ (ITC)         | 石川県        | フジテレビ系列                               |                                                               |
| 福井テレビ (FTB)         | 福井県        | フジテレビ系列                               |                                                               |
| 東海テレビ (THK)         | 中京広域圏    | フジテレビ系列                               |                                                               |
| 関西テレビ (KTV)         | 近畿広域圏    | フジテレビ系列                               |                                                               |
| 山陰中央テレビ (TSK)     | 島根県 鳥取県 | フジテレビ系列                               |                                                               |
| 岡山放送 (OHK)           | 岡山県 香川県 | フジテレビ系列                               | 1979年3月23日から同時ネット、それ以前は遅れネットで放送       |
| 広島テレビ (HTV)         | 広島県        | 日本テレビ系列                               | 1975年9月まで 1975年9月まではフジテレビ系列とのクロスネット局 |
| テレビ新広島 (TSS)       | 広島県        | フジテレビ系列                               | 1975年10月開局から                                            |
| 山口放送 (KRY)           | 山口県        | 日本テレビ系列                               | [ 注 8 ]                                                      |
| 愛媛放送 (EBC)           | 愛媛県        | フジテレビ系列                               | 現：テレビ愛媛                                                |
| テレビ高知 (KUTV)        | 高知県        | TBS系列                                      | 1975年頃の一時期のみ                                          |
| 高知放送 (RKC)           | 高知県        | 日本テレビ系列                               | 1997年3月まで                                                 |
| 高知さんさんテレビ (KSS) | 高知県        | フジテレビ系列                               | 1997年4月開局から                                             |
| テレビ西日本 (TNC)       | 福岡県        | フジテレビ系列                               |                                                               |
| サガテレビ (STS)         | 佐賀県        | フジテレビ系列                               |                                                               |
| 長崎放送（NBC）          | 長崎県        | TBS系列                                      | （時期不明）                                                  |
| テレビ長崎 (KTN)         | 長崎県        | フジテレビ系列                               | 1981年4月4日から                                              |
| テレビ熊本 (TKU)         | 熊本県        | フジテレビ系列                               |                                                               |
| テレビ大分 (TOS)         | 大分県        | 日本テレビ系列 フジテレビ系列                | [ 注 12 ]                                                     |
| テレビ宮崎 (UMK)         | 宮崎県        | フジテレビ系列 日本テレビ系列 テレビ朝日系列 | 1981年4月4日から                                              |
| 鹿児島テレビ (KTS)       | 鹿児島県      | フジテレビ系列                               | 1982年10月2日から                                             |
| 沖縄テレビ (OTV)         | 沖縄県        | フジテレビ系列                               |                                                               |

※遅れネットの放送局に於いては前解説が高島忠夫、後解説が前田武彦という珍事も一部にみられた。

## オープニング

### ゴールデン洋画劇場時代
- 1971年4月 - 1981年3月：初代（クリント・イーストウッドら海外の映画スターのブロマイドのコラージュを表示するアニメーション→タイトルロゴ表示）オープニング・アニメーション・フィルム制作=グループ・ダート、作曲・高沢智昌「フジテレビゴールデン洋画劇場テーマ」
  - タイトルの上段（※ゴールデンの"ゴ"が強調されたスタイル）と下段（※小さく洋画劇場）に挟まれた輝きは小さく直後にアニメで浮き上がるスタイルが使用された。
- 1981年4月 - 1995年9月：2代目（城→鳩→戦車→ブランコに乗った女性→馬→殺し屋→宇宙船→ブロードウェイ→恋人→海→タイトルロゴ表示。アニメーションの変遷で映画作品の各ジャンルを表現している）監督・和田誠、作曲・八木正生「ゴールデン洋画劇場のオープニングテーマ」
  - タイトルに挟まれた輝きは大きくアニメに入らずフェイドアウトしていた。
- 1995年10月 - 1997年3月：3代目（グラスに入ったシャンパンを乾杯し、タイトルロゴと当日放映される映画タイトルを表示→フェイドインしたシャンパングラスの奥でシルエットの男女がキスを交わす→提供クレジット表示）作曲 立原摂子「YESTERDAY S DREAM（『ゴールデン洋画劇場』タイトルテーマ）」
- 1997年4月 - 2001年9月：4代目（2代目を模した作り。ハートマークの緞帳が上がり、ビルの上にヘリコプターが飛ぶ→舞踏会→炎の中を歩くロボット→墓場から死者が甦る→2人の恋人が歩く→夕陽を背に走る馬車→星空→タイトルロゴ表示）監督・和田誠、作曲・佐山雅弘「『ゴールデン洋画劇場』テーマ」

### ゴールデンシアター時代
- 2001年10月 - 2003年9月：5代目（赤いソファから映画館の幕が開く→宇宙での戦いで1つの戦闘機が攻撃を受けて海に落ちる→海の中でサメ登場→2人のガンマンが向かい合う→様々な色の車が道路を走る→タイトルロゴ表示）曲名不明

## 備考
- 放送開始からしばらくはエンディングの吹替キャスト・スタッフクレジットの後に映画雑誌『スクリーン』『ロードショー』の最新号プレゼントの告知がされていた。
- 1980年代中頃まで、1クールごとに同番組の放送予定リストとその作品の解説が載っているパンフレットを視聴者プレゼントとして発行していた。
- 同局で深夜に放送されていたクイズ番組『カルトQ』では「2代目のゴールデン洋画劇場のオープニングの戦車の番号は?」という、マニアックな問題が出題されたことがある（ちなみに正解は『611』）。
- 1975年5月2日放送分（作品は『ザルツブルク・コネクション』）では、小川宏がフジテレビの全番組に出演する『5・2小川宏のテレビアタック24時間!!』のイベントの一環として、小川が高島と共に解説を担当、また1977年4月8日放送分（作品は『明日に向って撃て!』）では、萩本欽一がフジテレビの全番組に出演する『欽ちゃんのドーンと24時間』のイベントの一環として、萩本が高島と共に解説を担当した。
- 1977年10月15日、長崎バスジャック事件が発生した当時、時差放送（経緯先述）でネットしていた長崎放送では、このタイトルで同年7月にテレビ朝日『日曜洋画劇場』として初放送された「続・激突!/カージャック」という作品が時差ネットで放送されており、その最中で映画は中断となり、奇しくもバスジャック事件の現地実況に変更された。
- 1977年12月23日、『ティファニーで朝食を』を放送予定だったが、鹿内信隆による韓国の大統領朴正煕へのインタビュー『報道特別番組 朴大統領アジアの平和を語る 初のテレビ会見』へ差し替えになった[8]。
- 1996年10月5日、この日は「ターミネーター2・特別編」の放送を予定していたが、当時長嶋茂雄監督率いる読売ジャイアンツが11.5ゲーム差をひっくり返したいわゆる「メークドラマ」の年であり、当時2位の中日が負けると巨人のセ・リーグ優勝が決まる中日対広島26回戦（ナゴヤ球場）を「緊急中継!長嶋巨人メークドラマ完結なるか?」と題し、東海テレビの制作協力で21時より中継（結果は中日のサヨナラ勝ち）[9]。そのため、「ターミネーター2・特別編」は45分遅れで放送された。

## 予告ナレーション
- 小林恭治
- 窪田等

## 主な放送作品

### 洋画
- エルダー兄弟（1971年4月2日）主演：ジョン・ウェイン（声：小林昭二）
- ブルー・マックス（1971年4月9日）主演：ジョージ・ペパード（声：田中信夫）
- テラー博士の恐怖（1971年8月20日）主演：ピーター・カッシング（声：槐柳二）
- 第十七捕虜収容所（1971年8月27日）主演：ウィリアム・ホールデン（声：近藤洋介）
- リバティ・バランスを射った男（1971年9月10日）主演：ジョン・ウェイン（声：小林昭二）
- 大脱走（1971年10月1日/10月8日）主演：スティーヴ・マックィーン（声：宮部昭夫）
- 冒険者たち（1971年10月22日）主演：アラン・ドロン（声：坂口芳貞）
- シャレード（1972年1月21日）主演：オードリー・ヘップバーン（声：池田昌子）
- ローマの休日（1972年4月7日）主演：オードリー・ヘップバーン（声：池田昌子）
- ヘルファイター（1972年4月21日）主演：ジョン・ウェイン（声：小林昭二）
- マンハッタン無宿（1972年6月16日）主演：クリント・イーストウッド（声：山田康雄）
- アラスカ魂（1972年9月8日）主演：ジョン・ウェイン（声：小林昭二）
- トラ・トラ・トラ!（1972年12月1日/12月8日）主演：マーティン・バルサム（声：久松保夫）
- アンツィオ大作戦（1973年1月12日）主演：ロバート・ミッチャム（声：小林清志）
- 真昼の決闘（1973年3月2日）主演：ゲイリー・クーパー（声：黒沢良）
- 探偵物語（1973年3月23日）主演：カーク・ダグラス（声：宮部昭夫）
- リオ・ブラボー（1973年4月6日）主演：ジョン・ウェイン（声：小林昭二）
- 鳥（1973年10月5日）主演：ティッピ・ヘドレン（声：二階堂有希子）
- シャラコ（1973年10月12日）主演：ショーン・コネリー（声：大平透）
- 突撃隊（1973年11月2日）主演：スティーヴ・マックィーン（声：内海賢二）
- ネバダ・スミス（1974年3月1日）主演：スティーヴ・マックィーン（声：宮部昭夫）
- トパーズ（1974年3月15日）主演：フレデリック・スタフォード（声：納谷悟朗）
- ベン・ハー (1974年4月5日/4月12日) 主演：チャールトン・ヘストン (声：納谷悟朗)
- 眼下の敵（1974年6月7日）主演：ロバート・ミッチャム（声：小林清志）
- ハスラー（1974年6月14日）主演：ポール・ニューマン（声：田口計）
- テレマークの要塞（1974年10月4日）主演：カーク・ダグラス（声：福田豊土）
- フレンチ・コネクション（1974年10月11日）主演：ジーン・ハックマン（声：小池朝雄）
- ホット・ロック（1974年10月25日）主演：ロバート・レッドフォード（声：野沢那智）
- 地底探検（1975年1月3日）主演：パット・ブーン（声：広川太一郎）
- さらば友よ（1975年1月31日）主演：アラン・ドロン（声：野沢那智）
- ボルサリーノ（1975年5月23日）主演：ジャン＝ポール・ベルモンド（声：山田康雄）
- イスタンブール特急（1975年6月13日）主演：ジーン・バリー（声：若山弦蔵）
- 砂漠の鬼将軍（1975年6月27日）主演：ジェームズ・メイスン（声：井上孝雄）
- ショーン・コネリー/盗聴作戦（1975年10月3日）主演：ショーン・コネリー（声：若山弦蔵）
- 大列車強盗団（1975年11月21日）主演：スタンリー・ベイカー（声：納谷悟朗）
- 猿の惑星・征服（1976年1月2日）主演：ロディ・マクドウォール（声：近石真介）
- マックイーンの絶対の危機（1976年1月30日）主演：スティーヴ・マックィーン（声：宮部昭夫）
- 戦場にかける橋（1976年4月16日/4月23日）主演：ウィリアム・ホールデン（声：近藤洋介）
- 最後の猿の惑星（1976年4月30日）主演：ロディ・マクドウォール（声：近石真介）
- ハイジャック（1976年10月29日）主演：チャールトン・ヘストン（声：納谷悟朗）
- 飛べ!フェニックス（1976年11月5日）主演：ジェームズ・ステュアート（声：家弓家正）
- スパルタカス（1977年3月4日/3月11日）主演：カーク・ダグラス（声：宮部昭夫）
- M★A★S★H マッシュ（1977年4月1日）主演：ドナルド・サザーランド（声：西沢利明）
- 明日に向って撃て!（1977年4月8日）主演：ポール・ニューマン（声：近藤洋介）
- フレンチ・コネクション2（1977年4月29日）主演：ジーン・ハックマン（声：小池朝雄）
- 捜索者（1977年5月13日）主演：ジョン・ウェイン（声：小林昭二）
- 青い体験（1977年5月27日）主演：ラウラ・アントネッリ（声：池田昌子）
- 殺人者たち（1977年9月16日）主演：リー・マーヴィン（声：小林清志）
- おかしなおかしな大冒険（1977年7月29日）主演：ジャン＝ポール・ベルモンド（声：山田康雄）
- 戦略大作戦（1977年10月14日）主演：クリント・イーストウッド（声：山田康雄）
- エアポート'75（1977年10月21日）主演：チャールトン・ヘストン（声：納谷悟朗）
- ヘルハウス（1977年11月4日）主演：ロディ・マクドウォール（声：富山敬）
- ウエストワールド (1978年1月6日) 主演:ユル・ブリンナー (声:小林修)
- ティファニーで朝食を（1978年3月10日）主演：オードリー・ヘップバーン（声：池田昌子）
- ラッキー・レディ（1978年4月14日）主演：ジーン・ハックマン（声：小池朝雄）
- ソイレント・グリーン（1978年4月21日）主演：チャールトン・ヘストン（声：納谷悟朗）
- ゲッタウェイ（1978年4月28日）主演：スティーヴ・マックィーン（声：宮部昭夫）
- シンシナティ・キッド（1978年5月19日）主演：スティーヴ・マックィーン（声：宮部昭夫）
- 巨大クモ軍団の襲撃（1978年7月21日）主演：ウィリアム・シャトナー（声：前田昌明）
- バルジ大作戦（1978年10月13日）主演：ヘンリー・フォンダ（声：鈴木瑞穂）
- ザ・ヤクザ（1978年10月20日）主演：ロバート・ミッチャム（声：浦野光）
- サウンド・オブ・ミュージック（1978年11月3日）主演：ジュリー・アンドリュース（声：武藤礼子）
- アイガー・サンクション（1978年11月10日）主演：クリント・イーストウッド（声：山田康雄）
- キャット・ダンシング（1979年3月23日）主演：バート・レイノルズ（声：広川太一郎）
- タワーリング・インフェルノ（1979年4月6日/4月13日）主演：スティーヴ・マックィーン（声：宮部昭夫）
- ミクロの決死圏（1979年6月29日）主演：スティーヴン・ボイド（声：井上孝雄）
- ダーティハリー2（1979年10月5日）主演：クリント・イーストウッド（声：山田康雄）
- 狼たちの午後（1979年10月19日）主演：アル・パチーノ（声：野沢那智）
- ダイヤモンド・コネクション（1980年6月6日）主演：ドナルド・サザーランド（声：前田昌明）
- リオ・ロボ（1980年6月13日）主演：ジョン・ウェイン（声：小林昭二）
- キングコング（1980年8月8日）主演：ジェフ・ブリッジス（声：寺田誠）
- エイリアン（1980年10月10日）主演：シガーニー・ウィーヴァー（声：野際陽子)
- 栄光のル・マン（1980年10月17日）主演：スティーヴ・マックィーン（声：宮部昭夫）
- 華麗なる賭け（1980年11月14日）主演：スティーヴ・マックィーン（声：宮部昭夫）
- ジュリア（1980年11月28日）主演：ジェーン・フォンダ（声：藤田弓子）
- ドランクモンキー 酔拳（1981年1月16日）主演：ジャッキー・チェン（声：石丸博也）
- ロイ・ビーン（1981年2月20日）主演：ポール・ニューマン（声：羽佐間道夫）
- ドラブル（1981年3月13日）主演：マイケル・ケイン（声：井上孝雄）
- Mr.Boo!ミスター・ブー（1981年5月2日）主演：マイケル・ホイ（声：広川太一郎）
- メテオ（1981年5月16日）主演：ショーン・コネリー（声：若山弦蔵）
- ファイナル・カウントダウン（1981年10月10日）主演：カーク・ダグラス（声：宮部昭夫）
- エクスタミネーター（1981年10月17日）主演：ロバート・ギンティ（声：江本孟紀）
- リトル・ロマンス（1981年10月31日）主演：ダイアン・レイン（声：玉川紗己子）
- 新・明日に向って撃て!（1981年11月21日）主演：トム・ベレンジャー（声：岡本富士太）
- ブリンクス（1982年1月30日）主演：ピーター・フォーク（声：小池朝雄）
- 料理長殿、ご用心（1982年2月27日）主演：ジョージ・シーガル（声：羽佐間道夫）
- スネーキーモンキー 蛇拳（1982年4月10日）主演：ジャッキー・チェン（声：石丸博也）
- トランザム7000（1982年4月17日）主演：バート・レイノルズ（声：石田太郎）
- ナヴァロンの嵐 (1982年4月24日) 主演:ロバート・ショウ (声:瑳川哲朗)
- Mr.Boo!ギャンブル大将（1982年5月1日）主演：マイケル・ホイ（声：広川太一郎）
- 2300年未来への旅（1982年5月15日）主演：マイケル・ヨーク（声：堀勝之祐）
- ラスト・シューティスト（1982年6月12日）主演：ジョン・ウェイン（声：小林昭二）
- 勝利への脱出 (1982年10月9日) 主演：シルベスター・スタローン (声：佐々木功)
- レイズ・ザ・タイタニック（1982年10月16日）主演：ジェイソン・ロバーズ（声：久米明）
- プライベイトレッスン（1982年10月30日）主演：シルヴィア・クリステル（声：MIE）
- ハンター（1982年11月6日）主演：スティーヴ・マックイーン（声：宮部昭夫）
- テレフォン（1982年12月4日）主演：チャールズ・ブロンソン（声：大塚周夫）
- 暗闇にベルが鳴る（1982年12月19日）主演：オリヴィア・ハッセー（声：岡本茉利）
- ヤングマスター 師弟出馬（1983年1月15日）主演：ジャッキー・チェン（声：石丸博也）
- スラップ・ショット（1983年2月5日）主演：ポール・ニューマン（声：羽佐間道夫）
- アリゲーター（1983年3月5日）主演：ロバート・フォスター（声：高岡健二）
- ミラクル・ワールド ブッシュマン（1983年4月2日）主演：ニカウ（ナレーター：武田鉄矢）
- ガントレット（1983年4月23日）主演：クリント・イーストウッド（声：山田康雄）
- 新Mr.Boo!アヒルの警備保障（1983年4月30日）主演：マイケル・ホイ（声：広川太一郎）
- ブルース・ブラザース（1983年5月14日）主演：ジョン・ベルーシ（声：せんだみつお）
- アメリカン・バイオレンス（1983年6月4日）（ナレーター：金内吉男）
- ゴースト/血のシャワー（1983年9月10日）主演：ジョージ・ケネディ（声：小林清志）
- U・ボート（1983年10月8日）主演：ユルゲン・プロホノフ（声：内海賢二）
- バトルクリーク・ブロー（1983年10月15日）主演：ジャッキー・チェン（声：石丸博也）
- 郵便配達は二度ベルを鳴らす（1983年11月5日）主演：ジャック・ニコルソン（声：中尾彬）
- 超高層プロフェッショナル（1983年12月3日）主演：リー・メジャース（声：広川太一郎）
- ナイトホークス（1984年2月4日）主演：シルヴェスター・スタローン（声：夏八木勲）
- 北海ハイジャック（1984年2月18日）主演：ロジャー・ムーア（声：若山弦蔵）
- ブラジルから来た少年（1984年3月3日）主演：ローレンス・オリヴィエ（声：西村晃）
- キャノンボール（1984年4月7日）主演：バート・レイノルズ（声：小林勝彦）
- ブラックホール（1984年4月14日）主演：マクシミリアン・シェル（声：横内正）
- アメリカン・ブルーパーズ（1984年5月5日）（ナレーター：団しん也）
- マッドマックス2（1984年10月13日）主演：メル・ギブソン（声：柴田恭兵）
- ディア・ハンター（1984年10月27日）主演：ロバート・デニーロ（声：山本圭）
- 黄昏（1984年11月24日）主演：ヘンリー・フォンダ（声：久米明）
- プライベイトスクール（1984年12月22日）主演：フィービー・ケイツ（声：堀江美都子）
- バーニング (1985年3月9日) 主演:ブライアン・マシューズ (声:田中秀幸)
- ネバーセイ・ネバーアゲイン（1985年4月6日）主演：ショーン・コネリー（声：若山弦蔵）
- ポルターガイスト（1985年4月13日）主演：クレイグ・T・ネルソン（声：近藤洋介）
- 悪漢探偵（1985年5月4日）主演：サミュエル・ホイ（声：井上和彦）
- キャット・ピープル (1985年6月15日) 主演:ナスターシャ・キンスキー (声:戸田恵子)
- 13日の金曜日 PART3 (1985年7月6日) 主演:ダナ・キンメル (声:幸田直子)
- アウトサイダー（1985年9月7日）主演：C・トーマス・ハウエル（声：岡本健一）
- フラッシュダンス（1985年10月12日）主演：ジェニファー・ビールス（ステレオ放送、字幕スーパー）
- ドラゴンロード（1985年10月19日）主演：ジャッキー・チェン（声：石丸博也）
- 愛と哀しみのボレロ（1985年11月2日）主演：ロベール・オッセン（声：小林修）
- 遊星からの物体X（1985年11月30日）主演：カート・ラッセル（声：津嘉山正種）
- フィラデルフィア・エクスペリメント（1985年12月7日）主演：マイケル・パレ（声：神谷明）
- 愛と青春の旅だち（1986年1月11日）主演：リチャード・ギア（声：津嘉山正種）
- ブルース・ブラザース（1986年2月22日）主演：ジョン・ベルーシ（声：バブルガム・ブラザーズ）
- ウエスト・サイド物語（1986年03月08日）主演：ナタリー・ウッド、リチャード・ベイマー（ステレオ放送、字幕スーパー）
- 五福星（1986年4月19日）主演：サモ・ハン・キンポー（声：水島裕）
- スーパーガール（1986年5月3日）主演：ヘレン・スレイター（声：石川秀美）
- ステイン・アライブ (1986年5月10日) 主演：ジョン・トラボルタ (声:池田秀一)
- ブルーサンダー（1986年10月11日）主演：ロイ・シャイダー（声：羽佐間道夫）
- ストリート・オブ・ファイヤー（1986年11月22日）主演：ダイアン・レイン（声：山本百合子）
- 皇帝密使（1986年12月27日）主演：サミュエル・ホイ（声：井上和彦）
- スパルタンX（1987年1月10日）主演：ジャッキー・チェン（声：石丸博也）
- ストローカーエース（1978年1月24日）主演：バート・レイノルズ（声：堀勝之祐）
- ガンジー（1987年2月21日）主演：ベン・キングズレー（声：寺田農）
- プロテクター（1987年4月11日）主演：ジャッキー・チェン（声：石丸博也）
- トッツィー (1987年4月25日) 主演：ダスティン・ホフマン (声：小松政夫)
- スプラッシュ（1987年5月16日）主演：トム・ハンクス（声：三ツ矢雄二）
- カリブの熱い夜（1987年7月11日）主演：ジェフ・ブリッジス（声：有川博）
- ゴーストバスターズ（1987年10月3日）主演：ビル・マーレイ（声：野田秀樹）
- ポリス・ストーリー/香港国際警察（1987年10月10日）主演：ジャッキー・チェン（声：石丸博也）
- 刑事ジョン・ブック 目撃者（1987年10月24日）主演：ハリソン・フォード（声：岡本富士太）
- キリング・フィールド（1987年11月7日）主演：サム・ウォーターストン（声：小川真司）
- トロン（1987年11月28日）主演：ジェフ・ブリッジス（声：小川真司）
- プロジェクトA　(1987年12月26日)　主演:ジャッキー・チェン(声:石丸博也)
- ポリスアカデミー2 全員出動!（1988年1月9日）主演：スティーヴ・グッテンバーグ（声：大塚芳忠）
- コーラスライン（1988年1月23日）主演：マイケル・ダグラス（声：堀勝之祐）
- グレムリン（1988年4月2日）主演：ザック・ギャリガン（声：関俊彦）
- マッドマックス/サンダードーム（1988年4月16日）主演：メル・ギブソン（声：岡本富士太）
- シティヒート（1988年4月30日）主演：クリント・イーストウッド（声：山田康雄）
- ダブルボーダー（1988年5月28日）主演：ニック・ノルティ（声：納谷悟朗）
- 赤ちゃんに乾杯!（1988年6月4日）主演：ローラン・ジロー（声：佐々木功）
- エルム街の悪夢（1988年6月18日）主演：ヘザー・ランゲンカンプ（声：中嶋朋子）
- ラビリンス/魔王の迷宮（1988年8月13日）主演：デヴィッド・ボウイ（声：堀勝之祐）
- ウォンテッド（1988年8月20日）主演：ルトガー・ハウアー（声：堀勝之祐）
- ハスラー2（1988年10月1日）主演：ポール・ニューマン（声：川合伸旺）
- サンダーアーム/龍兄虎弟（1988年10月15日）主演：ジャッキー・チェン（声：石丸博也）
- ザ・フライ（1988年11月5日）主演：ジェフ・ゴールドブラム（声：津嘉山正種）
- サルバドル/遥かなる日々（1989年2月18日）主演：ジェームズ・ウッズ（声：江原正士）
- オーバー・ザ・トップ（1989年4月8日）主演：シルヴェスター・スタローン（声：玄田哲章）
- ナイルの宝石（1989年4月15日）主演：マイケル・ダグラス（声：樋浦勉）
- プレデター（1989年4月22日）主演：アーノルド・シュワルツェネッガー（声：屋良有作）
- プロジェクトA2 史上最大の標的（1989年5月13日）主演：ジャッキー・チェン（声：石丸博也）
- ポパイ（1989年5月20日）主演：ロビン・ウィリアムズ（声：いかりや長介）
- 特攻サンダーボルト作戦（1989年6月10日）主演：チャールズ・ブロンソン（声：大塚周夫）
- タイトロープ（1989年6月17日）主演：クリント・イーストウッド（声：山田康雄）
- 13日の金曜日 PART6/ジェイソンは生きていた!（1989年8月5日）主演：トム・マシューズ（声：池田秀一）
- スタンド・バイ・ミー（1989年8月12日）主演：リチャード・ドレイファス（声：樋浦勉）
- トップガン（1989年10月7日）主演：トム・クルーズ（声：渡辺裕之）
- バトルランナー (1989年10月21日)主演:アーノルド・シュワルツェネッガー (声:大塚明夫)
- ゴールデン・チャイルド（1989年10月28日）主演：エディ・マーフィ（声：下條アトム）
- 殺したい女（1990年1月13日）主演：ダニー・デヴィート（声：青野武）
- 必殺マグナム（1990年2月10日）主演：チャールズ・ブロンソン（声：大塚周夫）
- ターゲット（1990年3月10日）主演：ジーン・ハックマン（声：小林修）
- ビバリーヒルズ・コップ2（1990年4月14日）主演：エディ・マーフィ（声：下條アトム）
- クロコダイル・ダンディー（1990年4月21日）主演：ポール・ホーガン（声：青野武）
- ハワード・ザ・ダック/暗黒魔王の陰謀（1990年5月5日）主演：リー・トンプソン（声：佐々木優子）
- ゴーストハンターズ（1990年5月26日）主演：カート・ラッセル（声：安原義人）
- 赤毛のアン（1990年8月25日）主演：ミーガン・フォローズ（声：藤谷美紀）
- 危険な情事（1990年10月6日）主演：マイケル・ダグラス（声：小川真司）
- アンタッチャブル（1990年10月13日）主演：ケヴィン・コスナー（声：根津甚八）
- 摩天楼はバラ色に (1990年11月17日) 主演：マイケル・J・フォックス (声：宮川一朗太)
- ウォール街（1991年1月19日）主演：マイケル・ダグラス（声：小川真司）
- 飛べ、バージル/プロジェクトX（1991年2月9日）主演：マシュー・ブロデリック（声：関俊彦）
- 十戒（1991年2月16日）主演：チャールトン・ヘストン（声：納谷悟朗）
- クロコダイル・ダンディー2（1991年4月13日）主演：ポール・ホーガン（声：青野武）
- プレシディオの男たち（1991年4月20日）主演：ショーン・コネリー（声：若山弦蔵）
- ロジャー・ラビット（1991年5月4日）主演：ボブ・ホスキンス（声：内海賢二）
- ヤングガン（1991年6月1日）主演：エミリオ・エステベス（声：高嶋政伸）
- シルバラード (1991年6月8日) 主演:ケヴィン・クライン　(声:菅生隆之)
- スリーメン&ベビー（1991年6月22日）主演：トム・セレック（声：津嘉山正種）
- 張り込み (1991年6月29日) 主演:リチャード・ドレイファス (声:広川太一郎)
- ブロブ/宇宙からの不明物体（1991年8月10日）主演：ケヴィン・ディロン（声：坂上忍）
- カクテル（1991年9月28日）主演：トム・クルーズ（声：渡辺裕之）
- ファミリービジネス（1991年10月26日）主演：ショーン・コネリー（声：若山弦蔵）
- アビス (1991年11月23日) 主演:エド・ハリス (声:大塚明夫)
- 3人のゴースト（1991年12月21日）主演：ビル・マーレイ（声：江原正士）
- 告発の行方（1992年1月18日）主演：ジョディ・フォスター（声：深見梨加）
- メジャーリーグ（1992年3月14日）主演：トム・ベレンジャー（声：津嘉山正種）
- ゾンビコップ（1992年5月2日）主演：トリート・ウィリアムズ（声：秋元羊介）
- 13日の金曜日 PART8/ジェイソンN.Y.へ（1992年6月13日）主演：ジャンセン・ダジェット（声：水谷優子）
- ペット・セマタリー (1992年8月8日) 主演:ディル・ミッドキフ (声:大滝進矢)
- ローズ家の戦争（1992年10月24日）主演：マイケル・ダグラス（声：小川真司）
- ゴーストバスターズ2 (1992年12月26日) 主演:ビル・マーレイ (声:江原正士)
- ブルースチール（1993年2月20日）主演：ジェイミー・リー・カーティス（声：平野文）
- ニュー・シネマ・パラダイス（1993年3月6日）主演：フィリップ・ノワレ（声：久米明）
- インディ・ジョーンズ/最後の聖戦（1993年4月3日）主演：ハリソン・フォード（声：玄田哲章）
- ロビン・フッド (1993年4月10日) 主演：ケビン・コスナー (声:江原正士)
- ミュータント・タートルズ（1993年6月12日）主演：ディブ・フォーマン（声：堀内賢雄）
- テキーラ・サンライズ (1993年8月28日) 主演：メル・ギブソン (声：野沢那智)
- プロジェクト・イーグル（1993年9月25日）主演：ジャッキー・チェン（声：石丸博也）
- ゴースト/ニューヨークの幻（1993年10月2日）主演：デミ・ムーア（声：金野恵子）
- ターミネーター2（1993年10月9日）主演：アーノルド・シュワルツェネッガー（声：玄田哲章）
- ローマの休日（1994年1月15日）主演：オードリー・ヘップバーン（声：鈴鹿千春）
- バロン（1994年2月26日）主演：ジョン・ネヴィル（声：富田耕生）
- 今を生きる（1994年3月12日）主演：ロビン・ウィリアムズ（声：江原正士）
- プリティ・ウーマン（1994年4月9日）主演：リチャード・ギア（声：あおい輝彦）
- 48時間PART2/帰って来たふたり（1994年4月23日）主演：エディ・マーフィ（声：下條アトム）
- ミクロキッズ（1994年4月30日）主演：リック・モラニス（声：富山敬）
- カナディアン・エクスプレス (1994年5月21日) 主演:ジーン・ハックマン (声:小林修)
- エクソシスト3 (1994年8月20日) 主演:ジョージ・C・スコット (声:納谷悟朗)
- ホーム・アローン（1994年10月8日）主演：マコーレー・カルキン（声：矢島晶子）
- 氷の微笑（1994年10月15日）主演：マイケル・ダグラス（声：小川真司）
- ハード・ウェイ（1994年10月29日）主演：マイケル・J・フォックス（声：宮川一朗太）
- ゴッドファーザー PART III (1994年11月19日) 主演:アル・パチーノ (声:野沢那智)
- ヤングガン2（1995年2月4日）主演：エミリオ・エステベス（声：高嶋政伸）
- バックドラフト (1995年4月8日) 主演:カート・ラッセル (声:谷口節)
- イントルーダー 怒りの翼 (1995年5月27日) 主演:ダニー・グローヴァー (声:内海賢二)
- ボディガード（1995年10月7日）主演：ケヴィン・コスナー（声：津嘉山正種）
- アラクノフォビア（1996年1月27日）主演：ジェフ・ダニエルズ（声：大塚芳忠）
- トゥルーライズ（1996年3月30日）主演：アーノルド・シュワルツェネッガー（声：玄田哲章）
- パトリオット・ゲーム (1996年4月6日) 主演:ハリソン・フォード (声:羽佐間道夫)
- エイリアン3 (1996年4月20日) 主演:シガニー・ウィーバー (声:吉田理保子)
- ハドソン・ホーク（1996年5月25日）主演：ブルース・ウィリス（声：村野武憲）
- JM（1996年6月1日）主演：キアヌ・リーブス（声：宮本充）
- カジュアリティーズ（1996年8月17日）主演：マイケル・J・フォックス（声：宮川一朗太）
- スターゲイト (1996年11月16日)　主演:カート・ラッセル (声:江原正士)
- ハード・ターゲット (1997年2月1日) 主演:ジャン＝クロード・ヴァン・ダム (声:大塚明夫)
- スピード（1997年4月19日）主演：キアヌ・リーヴス（声：江原正士）
- ジャッジ・ドレッド（1997年10月18日）主演：シルヴェスター・スタローン（声：玄田哲章）
- ホーム・アローン2（1997年12月27日）主演：マコーレー・カルキン（声：矢島晶子）
- セブン（1998年5月16日）主演：ブラッド・ピット（声：真地勇志）
- インタビュー・ウィズ・ヴァンパイア（1998年6月6日）主演：トム・クルーズ（声：江原正士）
- カットスロート・アイランド（1998年9月12日）主演：ジーナ・デイヴィス（声：一城みゆ希）
- ジュマンジ（1998年10月3日）主演：ロビン・ウィリアムズ（声：江原正士）
- マイ・フレンド・フォーエバー (1998年12月19日) 主演:ブラッド・レンフロ (声:藤田大助)
- ザ・ファーム 法律事務所 (1999年1月16日) 主演:トム・クルーズ (声:宮本充)
- ハード・ボイルド 新・男たちの挽歌 (1999年2月20日) 主演:チョウ・ユンファ (声:大塚芳忠)
- 暗殺者 (1999年4月3日) 主演:シルヴェスター・スタローン (声:玄田哲章)
- スリーパーズ（1999年4月17日）主演：ブラッド・ピット（声：堀内賢雄）
- ザ・インターネット (1999年5月29日) 主演:サンドラ・ブロック (声：土井美加)
- 評決のとき (1999年7月10日) 主演：マシュー・マコノヒー (声：大塚芳忠)
- ミッション:インポッシブル（1999年10月9日）主演：トム・クルーズ（声：小杉十郎太）
- G.I.ジェーン (2000年1月29日) 主演:デミ・ムーア (声:一城みゆ希)
- マネー・トレイン (2000年5月13日) 主演:ウェズリー・スナイプス (声:大塚明夫)
- スクリーマーズ（2000年5月20日）主演：ピーター・ウェラー（声：羽佐間道夫）
- セブン・イヤーズ・イン・チベット (2000年6月10日) 主演:ブラッド・ピット (声:堀内賢雄)
- バードケージ (2000年6月17日) 主演:ロビン・ウィリアムズ (声:羽佐間道夫)
- 12モンキーズ（2000年7月15日）主演：ブルース・ウィリス（声：村野武範）
- TAXi (2000年8月12日) 主演:サミー・ナセリ (声:大塚明夫)
- バーチュオシティ（2000年8月26日）主演：デンゼル・ワシントン（声：江原正士）
- 戦火の勇気 (2000年9月16日) 主演:デンゼル・ワシントン (声:磯部勉)
- ジングル・オール・ザ・ウェイ（2000年9月23日）主演：アーノルド・シュワルツェネッガー（声：玄田哲章）
- エスケープ・フロム・L.A.（2000年12月2日）主演：カート・ラッセル（声：江原正士）
- フェイス/オフ (2000年12月9日) 主演:ニコラス・ケイジ (声:大塚芳忠)
- L.A.コンフィデンシャル（2001年3月24日）主演：ラッセル・クロウ（声：山野井仁）
- ラスト・オブ・モヒカン(2001年5月12日)主演:ダニエル・デイ＝ルイス(声:宮本充)
- 007 トゥモロー・ネバー・ダイ (2001年7月7日) 主演：ピアース・ブロスナン (声:江原正士)
- ポストマン（2001年9月8日）主演：ケヴィン・コスナー（声：津嘉山正種）
- マッド・シティ(2001年9月22日)主演:ダスティン・ホフマン(声:小川真司)
- エイリアン4 (2001年8月11日) 主演：シガニー・ウィーバー (声：戸田恵子)
- 6デイズ/7ナイツ（2001年10月13日）主演：ハリソン・フォード（声：羽佐間道夫）
- 悪魔を憐れむ歌 (2002年2月2日) 主演:デンゼル・ワシントン (声:小山力也)
- グリーンマイル (2002年9月14日)　主演:トム・ハンクス (声:江原正士)
- マトリックス（2002年10月5日）主演：キアヌ・リーブス（声：森川智之）
- RONIN (2003年1月18日)　主演:ロバート・デ・ニーロ (声:津嘉山正種)
- エネミー・オブ・アメリカ (2003年3月1日)　主演：ウィル・スミス (声:平田広明)
- ファイト・クラブ（2003年6月14日）主演：ブラッド・ピット（声：堀内賢雄）
- クリムゾン・リバー (2003年9月20日) 主演:ジャン・レノ (声:菅生隆之)

### 邦画
- 翔んだカップル (1983年7月30日放送)
- フジ制作関連の邦画
- 隠し砦の三悪人（土曜放送初回となる1981年4月4日に、枠を19:33 - 22:54に拡大して放送。映画前には「速報!第53回アカデミー賞授賞式」を放送、また映画終了後は黒澤明監督を始め、穴平役の千秋実、又七役の藤原釜足、雪姫役の上原美佐が出演し、当時を振り返った。なお当時シネマスコープ作品はトリミング版で放送していたが、黒澤シネスコ映画はトリミングせずにそのままシネスコ版で放送した）
- 銀河鉄道999（劇場版）（1981年8月1日に20:03 - 22:54で放送。原作者・松本零士が出演）
- 伊丹十三監督作品
- 釣りバカ日誌シリーズ
- 極道の妻たちシリーズ（『金曜エンタテイメント』枠でも放送。沖縄テレビでは、1990年代初頭の暴力団抗争のころ、県民感情に配慮して同シリーズの同時ネットをせず、別作品に差し替えたことがある）
- 1990年代初頭には『仁義なき戦い』シリーズが連続放送された。
- キタキツネ物語（1979年8月10日放送）
- ゴジラシリーズ　(特に90年代後半平成ゴジラシリーズを放送していた。)
- リングシリーズ
- 世にも奇妙な物語 映画の特別編（2003年7月12日放送）

### ドラマ・その他
- リラックス～松原克己の日常生活（1982年11月13日放送）
- 聖夜の奇跡（1995年12月23日放送）
- 三億円事件－20世紀最後の謎－（2000年12月30日放送）
- 黒い十人の女（2002年9月21日放送）
- E.YAZAWA 成りあがり（2002年11月23日放送）
- 赤ひげ（2002年12月28日放送）
- 白線流し 二十五歳（2003年9月6日放送）